# 김재현 (1993년)
김재현(金載顯, 1993년 3월 18일 ~ )은 KBO 리그 키움 히어로즈의 포수이다. 원래 투수 출신이었으나 강한 어깨 때문에 포수로 전향했다.

## 넥센 히어로즈시절

### 2015년시즌
시즌 초반에 박동원이 시범 경기에서 도루를 시도하다가 부상을 입어 그와 유선정이 포수 역할을 분담했다.
하지만 도루 저지 능력이나 볼배합 등이 부족했다.
시즌 59경기에 출전해 2할대 타율, 1홈런, 17안타, 6타점을 기록했다.

### 2016년시즌
전년도와 출장한 경기 수는 비슷했으나 타율은 1할대 후반에 그쳤다.

### 2017년시즌
출장 경기 수는 늘어났으나 타율은 개인 역대 최하인 1할대 중후반을 기록했다.

### 2018년시즌
박동원이 5월에 성폭행 사건에 연루되며 1군에서 말소돼 그가 주전 포수를 맡았고, 개인 첫 세 자릿수 경기 이상 출전했다.
3월 27일 LG전에서 정찬헌을 상대로 데뷔 첫 끝내기 안타를 쳐 내며 팀의 승리를 이끌었다.
8월 8일 KIA전에서 윤석민을 상대로 두 번째 끝내기 안타를 쳐 내며 팀의 승리를 이끌었다.

## 상무 야구단시절
2019년에 입단하였다.

## 키움 히어로즈시절
2020년에 복귀하였다.

## 출신 학교
- 전주금평초등학교
- 전라중학교
- 대전고등학교

## 통산 기록
| 연도 | 팀명  | 타율  | 경기 | 타수 | 득점 | 안타 | 2루타 | 3루타 | 홈런 | 루타 | 타점 | 도루 | 도실 | 볼넷 | 사구 | 삼진 | 병살 | 실책 |
| ---- | ----- | ----- | ---- | ---- | ---- | ---- | ----- | ----- | ---- | ---- | ---- | ---- | ---- | ---- | ---- | ---- | ---- | ---- |
| 2015 | 넥센  | 0.262 | 59   | 65   | 7    | 17   | 3     | 0     | 1    | 23   | 6    | 0    | 0    | 2    | 1    | 15   | 1    | 2    |
| 2016 | 넥센  | 0.181 | 56   | 72   | 8    | 13   | 2     | 0     | 0    | 15   | 8    | 0    | 0    | 7    | 1    | 14   | 1    | 1    |
| 2017 | 넥센  | 0.167 | 70   | 84   | 6    | 14   | 2     | 0     | 2    | 22   | 6    | 0    | 0    | 3    | 1    | 27   | 4    | 1    |
| 2018 | 넥센  | 0.228 | 116  | 202  | 22   | 46   | 7     | 0     | 3    | 62   | 18   | 0    | 0    | 12   | 8    | 58   | 2    | 4    |
| 2020 | 키움  | 0.000 | 4    | 3    | 0    | 0    | 0     | 0     | 0    | 0    | 0    | 0    | 0    | 0    | 0    | 2    | 0    | 0    |
| 2021 | 키움  | 0.217 | 39   | 46   | 2    | 10   | 7     | 0     | 0    | 17   | 8    | 0    | 1    | 3    | 1    | 12   | 1    | 1    |
| 2022 | 키움  | 2.207 | 56   | 82   | 4    | 17   | 4     | 0     | 1    | 24   | 9    | 0    | 0    | 2    | 0    | 19   | 3    | 4    |
| 2023 | 키움  | 0.111 | 8    | 9    | 0    | 1    | 0     | 0     | 0    | 1    | 0    | 0    | 0    | 0    | 0    | 3    | 1    | 0    |
| 2024 | 키움  | 0.243 | 110  | 288  | 27   | 70   | 11    | 0     | 0    | 81   | 26   | 1    | 1    | 14   | 10   | 63   | 8    | 7    |
| 통산 | 9시즌 | 0.221 | 518  | 851  | 76   | 188  | 36    | 0     | 7    | 245  | 81   | 1    | 2    | 43   | 22   | 213  | 21   | 20   |